# Star Wars Kid
Star Wars Kid es un vídeo viral donde está involucrado el estudiante de un colegio en Quebec, Canadá, Ghyslain Raza. En él, podemos ver, como el chico imita con un palo de golf una batalla como Darth Maul, personaje de Star Wars, imitando sus movimientos.

## Origen del vídeo y publicación
El 3 de noviembre de 2002, un estudiante canadiense se grabó en vídeo imitando movimientos de lucha con un palo de golf, como si este fuese un sable láser de Star Wars. El vídeo fue descubierto por un compañero de colegio, que creó una versión digital de la cinta para enseñarla a sus compañeros.
El vídeo fue pasando de mano en mano, hasta que uno de ellos subió el vídeo a las redes P2P como "Jackass_starwars_funny.wmv", según un juicio posterior, el vídeo salió a la luz pública en la tarde del 14 de abril de 2003.
Una edición editada del vídeo con efectos especiales fue vista hasta 900 millones de veces, según "The Viral Factory" en 2006. En Youtube el vídeo tuvo hasta 33 millones de reproducciones.

## Demanda
En julio de 2003 la familia del estudiante que salía en vídeo demandó a los estudiantes que filtraron el vídeo, ya que el chico tuvo que recibir tratamiento psiquiátrico por las burlas de sus compañeros y de la gente en general. Al final la demanda fue retirada y se llegó a un acuerdo por ambas partes.

## Impacto del vídeo
El vídeo fue uno de los más vistos y populares según CNET, y fue un tema recurrente en informativos de todo el mundo sobre la privacidad y el cyberbullying.